# 巴兹尔·布朗
巴兹尔·約翰·韦特·布朗（英語：Basil John Wait Brown；1888年1月22日—1977年3月12日），英國的考古学和天文学家，其專業知識通過自學而得來。1939年，他在萨顿胡發現和挖掘了7世紀盎格魯-撒克遜人的船墓，被稱為史上最重要的考古發現之一。